# Каизак сир Вер
Каизак сир Вер (фр. Cahuzac-sur-Vère) насеље је и општина у јужној Француској у региону Миди Пирене, у департману Тарн која припада префектури Алби.
По подацима из 2011. године у општини је живело 1063 становника, а густина насељености је износила 34,76 становника/km². Општина се простире на површини од 30,58 km². Налази се на средњој надморској висини од 192 метара (максималној 288 m, а минималној 173 m).

## Демографија
| 1962. | 1968. | 1975. | 1982. | 1990. | 1999. | 2011. |
| ----- | ----- | ----- | ----- | ----- | ----- | ----- |
| 1.106 | 1.130 | 1.166 | 1.053 | 1.074 | 1.027 | 1.063 |

График промене броја становника у току последњих година